# Jack Maher
Jack Maher (Caseyville, 28 ottobre 1999) è un calciatore statunitense, difensore del Nashville.

## Carriera

### Club
Inizia la propria carriera nel Saint Louis FC dove gioca alcuni incontri di USL Championship fra il 2017 ed il 2018.
Nel draft del 2020 viene selezionato come seconda scelta dal Nashville, club appena integrato in MLS; pochi mesi più tardi viene prestato al Charlotte Independence.
Rientrato al club gialloblu, debutta nella massima divisione statunitense il 12 ottobre nel match perso 2-1 contro lo Sporting K.C..
Il 28 maggio 2021 viene prestato al San Diego Loyal per la stagione 2021 di USL Championship; viene tuttavia richiamato alla base il 24 giugno.

### Nazionale
Ha giocato nella nazionale statunitense Under-18.

## Statistiche

### Presenze e reti nei club
Statistiche aggiornate al 1º dicembre 2021.
| Stagione        | Squadra                | Campionato      | Campionato | Campionato | Coppe nazionali | Coppe nazionali | Coppe nazionali | Coppe continentali | Coppe continentali | Coppe continentali | Altre coppe | Altre coppe | Altre coppe | Totale | Totale |
| Stagione        | Squadra                | Comp            | Pres       | Reti       | Comp            | Pres            | Reti            | Comp               | Pres               | Reti               | Comp        | Pres        | Reti        | Pres   | Reti   |
| --------------- | ---------------------- | --------------- | ---------- | ---------- | --------------- | --------------- | --------------- | ------------------ | ------------------ | ------------------ | ----------- | ----------- | ----------- | ------ | ------ |
| 2017            | Saint Louis FC         | USL             | 1          | 0          | USCup           | 0               | 0               |                    | -                  | -                  |             | -           | -           | 1      | 0      |
| 2018            | Saint Louis FC         | USL             | 1          | 0          | USCup           | 1               | 0               |                    | -                  | -                  |             | -           | -           | 2      | 0      |
| 2020            | Nashville              | MLS             | 3          | 0          |                 | -               | -               |                    | -                  | -                  |             | -           | -           | 3      | 0      |
| 2020            | Charlotte Independence | USL             | 1          | 0          |                 | -               | -               |                    | -                  | -                  |             | -           | -           | 1      | 0      |
| 2021            | San Diego Loyal        | USL             | 5          | 0          |                 | -               | -               |                    | -                  | -                  |             | -           | -           | 5      | 0      |
| 2021            | Nashville              | MLS             | 22         | 1          |                 | -               | -               |                    | -                  | -                  |             | -           | -           | 22     | 1      |
| Totale carriera | Totale carriera        | Totale carriera | 33         | 1          |                 | 1               | 0               |                    | -                  | -                  |             | -           | -           | 34     | 1      |